# Jonathan Homer Lane
Jonathan Homer Lane, ameriški astrofizik in izumitelj, * 9. avgust 1819, Geneseo, New York, ZDA, † 3. maj 1880, Washington, ZDA.

## Življenje in delo
Lane se je izobraževal na Akademiji Phillips v Exetru, New Hampshire. Diplomiral je na Univerzi Yale leta 1846. Delal je za Patentni urad ZDA in leta 1851 postal glavni revizor. Leta 1869 se je zaposlil na Uradu za uteži in mere, delu Ministrstva za finance ZDA, ki je leta 1901 postalo Nacionalni biro za standarde (danes NIST).
Še posebej ga je zanimala astronomija. Prvi je matematično preučeval zgradbo Sonca kot plinskega telesa leta 1869. Izhajal je od domneve, da se energija prenaša iz središča navzven s pretakanjem. Da pa se energija ne prenaša s pretakanjem ampak s sevanjem, je pokazal leta 1906 Schwarzschild. Laneova proučevanja so pokazala termodinamične povezave med tlakom, temperaturo in gostoto plina znotraj Sonca. Predstavljajo osnovo teorije razvoja zvezd. Za gravitacijski potencial samogravitirajoče sferno simetrične politropne tekočine velja Lane-Emdenova enačba.

## Priznanja

### Poimenovanja
Po njem se imenuje udarni krater Lane na Luni.
1. 1 2  Encyclopædia Britannica
2. 1 2  SNAC — 2010.